# World of Speed
World of Speed (сокр. WoS, можно перевести как «Мир скорости») — многопользовательская гоночная компьютерная игра. Разработчик — британская студия Slightly Mad Studios. Изначально издателем выступала компания Mail.ru Group и её дочерняя компания My.com.
После проведения ЗБТ в сентябре 2016 года Mail.ru Group было принято решение о замораживании разработки. В августе 2017 года было объявлено, что новым издателем игры стала компания Mad Dog Games. Запуск нового ЗБТ на платформе Steam состоялся 22 августа 2017 года.
25 декабря 2018 года разработчики игры в официальном заявлении сообщили, что проект был окончательно закрыт.

## Ключевые особенности игры

### Реальные автомобили и города
Уже известны названия 35 лицензированных автомобилей, которые будут представлены в игре. За основу некоторых трасс в World of Speed будут взяты улицы реальных городов мира. Уже анонсированы дороги Москвы, Лондона и Сан-Франциско.

### Командный режим
В игре будет доступен Командный режим, где общая победа зависит не только от умения каждого игрока, но и от взаимодействия членов команды. Победитель командного заезда определяется по количеству очков, которые можно получить за выполнение различных заданий.

### Автоклубы
Игроки смогут объединяться в автоклубы и захватывать города в «Битвах за Территории». Кроме того, по мере развития автоклуба, станет доступен клубный дом.

### Заброшенный аэродром
В World of Speed появится локация «Заброшенный аэродром», где игроки смогут в свободном режиме выполнять различные трюки.